# 描述逻辑
描述逻辑（description logic）是一種用于知识表示的逻辑语言和以其为对象的推理方法，主要用于描述概念分类及其概念之间的关系。描述逻辑方法多数被用到涉及知识分类的应用领域，如数字图书馆和面向万维网的信息处理。描述逻辑是当前语义网发展中本体的理论基础。例如，OWL因特网本体语言就是一种描述逻辑SHIOQ (D)的语法形式。
描述逻辑根据其表达能力的程度不同，形成不同的逻辑子语言。绝大多数的描述逻辑类型都可以被看成对应着一阶逻辑的一个可判定性的片段（fragment），即每个描述逻辑中的命题都可以在有限时间内完成证明或证否。只有极少数的描述逻辑类型被认为是不可判定的。
一个描述逻辑系统中的名字可分为概念（concept），属性（role）和个体（individual）。例如，一个用描述逻辑描述的知识库如下：
- 男人 {\displaystyle \sqsubseteq } 人  （男人 是 人）
- 丈夫 {\displaystyle \sqsubseteq } 男人 {\displaystyle \sqcap } {\displaystyle \exists } 婚配于.人 （丈夫是 婚配于 至少一个 人 的 男人）
- 男人(张三) （张三是一个男人）

其中，“男人”、“人”、“丈夫”是概念，“婚配于”是属性，“张三”是个体。